# Тампа-Бэй Рейс
Тампа-Бэй Рейс (англ. Tampa Bay Rays — «Скаты из Тампы-Бэй») — профессиональный бейсбольный клуб из Сент-Питерсберга, штат Флорида, выступающий в Главной лиге бейсбола (МЛБ). Клуб был основан в 1998 году. Команда стала называться «Рейс» в 2008 году.

## История

### До 1998. Образование команды
Становление команды началось в 1995 году, после того как бывший ассистент главного менеджера «Атланты Брэйвз» Чак ЛаМар был назначен старшим вице-президентом по бейсбольным операциям и генеральным менеджером «Девил Рейс". В 1996 году команда провела сезон в одной из младших лиг. 7 ноября 1997 года первым менеджером «Девил Рейс» был назначен Ларри Ротшильд. 18 ноября 1997 года команда набрала 35 игроков на Драфте расширения. Первым игроком, выбранным на этом драфте стал Тони Сондерс из «Флориды Марлинс». Также на этом драфте был выбран Бобби Абреу, будущая звезда МЛБ, но он был обменян в «Филадельфию Филлис» на Кевина Стокера, который принёс «Девил Рейс» мало пользы. Перед началом сезона 1998 года команду пополнили ветераны Уэйд Боггз, Фред МакГрифф и Уилсон Альварес.

### 1998—2003. Ранние годы «Девил Рейс»
«Девил Рейс» сыграли свой первый матч 31 марта 1998 года против «Детройт Тайгерс» на домашнем стадионе «Тропикана-филд» перед аудиторией в 45 369 зрителей. Уилсон Альварес сделал первую подачу в этот день, а Уэйд Боггз выбил первый хоум-ран в истории команды. Несмотря на поражение 11:6 в стартовом матче, в первых 19 играх Тампа одержала 11 побед. После этого последовала серия из 6 поражений подряд. Всего в этом сезоне «Девил Рейс» проиграли 99 матчей.
Один из самых памятных моментов в истории команды случился 7 августа 1999 года. В этот день Уэйд Боггз выбил свой 3000-й хит в карьере. Он стал первым игроком, чей 3000-й хит стал хоум-раном. После этого сезона он завершил свою карьеру. В 2005 году он был включён в Бейсбольный зал славы. 12-й номер Уэйда Боггза был выведен из обращения в «Девил Рейс».
Команду пополнили отбивающие Винни Кастилья, Хосе Кансеко и Грег Вон. Вместе с уже имеющимся в составе Фредом МакГриффом этот квартет получил название «Хит Шоу». Однако пик карьеры этих игроков уже прошёл, и они были неспособны вернуться на прежний высокий уровень. Неудачи команды продолжались и в сезонах 1999 и 2000 годов. Перед началом сезона 2001 года команда изменила клубные цвета и заполучила в свой состав разрекламированного аутфилдера Бен Грива из «Окленда». В начале сезона 2001 года Ларри Ротшильд был уволен. На посту менеджера команды его сменил Хэл МакРэй. В этом же сезоне МакГрифф перешёл в «Чикаго Кабс».
К сезону 2002 года «Девил Рейс» решили сделать ставку на молодых игроков и коренным образом изменили платёжную ведомость команды в сторону понижения зарплат. Ключевыми игроками становятся Рэнди Уинн, Обри Хафф, Тоби Холл и Карл Кроуфорд. Тем не менее сезон 2002 года стал самым худшим в истории команды. МакРэй был уволен по окончании этого сезона.
Перед началом сезона 2003 года «Девил Рейс» обменяли в «Сиэтл» Рэнди Уинна за право вести переговоры с менеджером Лу Пинеллой, уроженцем Тампы. Пинелла добивался хороших результатов во всех командах, где он работал менеджером, а с «Цинциннати Редс» он выиграл Мировую серию в 1990 году. Пинелла согласился на работу в Тампе из-за возможности быть ближе к своей семье и для того, чтобы попытаться превратить команду-аутсайдера в стабильно побеждающий коллектив, чего он добился за время работы в"Сиэтле". В первый год под руководством Пинеллы «Девил Рейс» опять заняли последнее место, но проиграли на 7 игр меньше. Изюминкой этого сезона стало появление в команде Рокко Бальделли, одного из лучших новичков лиги.

### 2004—2007. Продолжение неудач
Сезон 2004 года «Девил Рейс» начинали без особых надежд на успех, но команда впервые в своей истории выиграла 70 матчей и заняла 4-е место в Восточном дивизионе Американской лиги. Это был первый раз, когда команда финишировала не на последнем месте. К началу мая команда шла с результатом 10 побед 28 поражений, но из следующих 40 матчей «Девил Рейс» выиграли 30, одержав за это время рекордную серию из 12 побед без поражений. Правда после этого наступил заметный спад.
В следующем сезоне к перерыву на Матч всех звёзд команда шла с показателем 28-61, а после этого сумели победить в 39 из оставшихся 73 матчей. Карл Кроуфорд и новички Хорхе Канту и Джонни Гомс были основной силой в нападении. Именно благодаря их усилиям команда стала третьей в Американской лиге по среднему проценту реализации выходов на биту. В то же время питчеры команды стали вторыми худшими в Американской лиге по средней пропускаемости. Несмотря на достаточно успешное завершение сезона Лу Пинелла остался разочарованным недостатком внимания к успехам команды со стороны владельцев. Он достиг соглашения с командой о досрочном расторжении контракта, и новым менеджером «Девил Рейс» стал тренер скамейки запасных «Энджелс» Джо Мэддон.
Вскоре после окончания сезона новый владелец команды Стюарт Стернберг уволил Чака ЛаМара. Мэттью Сильверман был назначен президентом, а Эндрю Фридман — вице-президентом по бейсбольным операциям. Стернберг решил не иметь статуса генерального менеджера, так как считал, что эта должность устарела.
После смен в руководстве и хорошего завершения минувшего сезона болельщики Тампы были полны ожиданий относительно сезона 2006 года. Посещаемость домашнего матча открытия была самой высокой с момента образования команды и составила 40 199 человек. К перерыву на Матч всех звёзд «Девил Рейс» подошли с показателем 39-50. По мере того, как становилось понятно, что команда вряд ли будет претендовать на место в плей-офф, начались обмены ключевых ветеранов и результаты команды ухудшились, особенно на выезде. В итоге они снова финишировали последними. При этом в домашних матчах они сумели одержать больше побед, чем поражений. Этот способствовало увеличению посещаемости на 20 % относительно предыдущего сезона.
В 2006 году «Девил Рейс» дважды поучаствовали в довольно редких трипл-плеях. Один они сделали сами, а другой был сделан против их. 11 июня в матче с Канзас-Сити они выбили в третий трипл-плей в истории МЛБ, первый с 1937 года. Началось все с того, что в одном розыгрыше Расселл Брэньян получил флайаут, Рокко Бальделли попытался перебежать на вторую базу, но не успел, а Обри Хафф получил аут из-за того, что не коснулся третьей базы перед тем, как бежать в дом после флайаута Брэньяна. Затем, 2 сентября в матче с Сиэтлом «Девил Рейс» сыграли уникальный на тот момент 2-6-2 трипл-плей, при котором мяч ни разу не коснулся биты отбивающего. Питчер Джей Пи Хоуэлл сделал страйк-аут Раулю Ибаньесу, после чего кэтчер Дионер Наварро бросил мяч шорт-стопу Бену Зобристу, предотвратив тем самым кражу второй базы Адрианом Белтре. В этот же момент Хосе Лопес попытался забежать в дом с третьей базы, но Бен Зобрист опередил его броском в дом, где Наварро оформил третий аут в одном розыгрыше. Это был первый 2-6-2 трипл-плей в истории МЛБ.
В межсезонье 2006-07 Тампа выиграла права на японского инфилдера Акинори Ивамуру и подписала с ним контракт на три года.
Для расширения рынка «Девил Рейс» в 2007 году сыграли 3-матчевую серию на «Боллпарке» (теперь «Чемпион Стэдиум») в Спортивном комплексе Диснейуорлда в Орландо. Серия проходила с 15 по 17 мая. Тампа победила «Техас Рейнджерс» во всех трёх матчах.
В 2007 году «Девил Рейс» имели самый молодой состав. Яркими личностями в том составе были стартовые питчеры Джеймс Шилдс и Скотт Казмир, но буллпен был очень слабым, поэтому команда снова (девятый раз за 10 лет существования) заняла последнее место в Американской лиге.
С 2008 года.

### 2008. Новое название, новая форма и новые результаты
Перед сезоном 2008 года команда представила болельщикам новую форму и изменённое название. На рассмотрении находились такие варианты как «Эйсис», «Бандитс», «Кэннонс», «Дьюкс», «Страйпс» и личный вариант Стернберта «Найн». В конце концов новым названием было объявлено «Тампа-Бэй Рейс». Новыми цветами команды стали «военно-морской синий, колумбийский голубой и касание золотого». На новом логотипе была изображена яркая жёлтая солнечная вспышка, символизирующая солнечный штат Флорида. Была увеличена и зарплатная ведомость команды, которая выросла до 43 млн долларов.
Состав «Рейс» остался преимущественно без изменений по сравнению с прошлым сезоном. Несколько ключевых обменов и подписаний свободных агентов усилили состав команды. Так в команде появились Мэтт Гарса, Джейсон Бартлетт и ветеран-клоузер Трой Персиваль. В качестве основного игрока на третьей базе планировался один из лучших молодых игроков этого амплуа Эван Лонгория. Кроме того был подписан выбранный под общим первым номером на прошлогоднем драфте питчер Дэвид Прайс, широко известный как один из лучших игроков студенческого бейсбола.
«Рейс» завершили весенний тренировочный лагерь с рекордным для себя показателем в 18 побед, и поделили первое место в Грейпфрутовой Лиге. Регулярный сезон начался с победы над «Балтимором». Таким образом была прервана семиматчевая проигрышная серия в первых матчах сезона на выезде.
Также как и в сезоне 2007 года «Рейс» провели домашнюю серию игр на «Чемпион Стэдиум» в Диснейуолде. 22-24 апреля во всех трёх матчах они были сильнее «Торонто Блю Джейс».

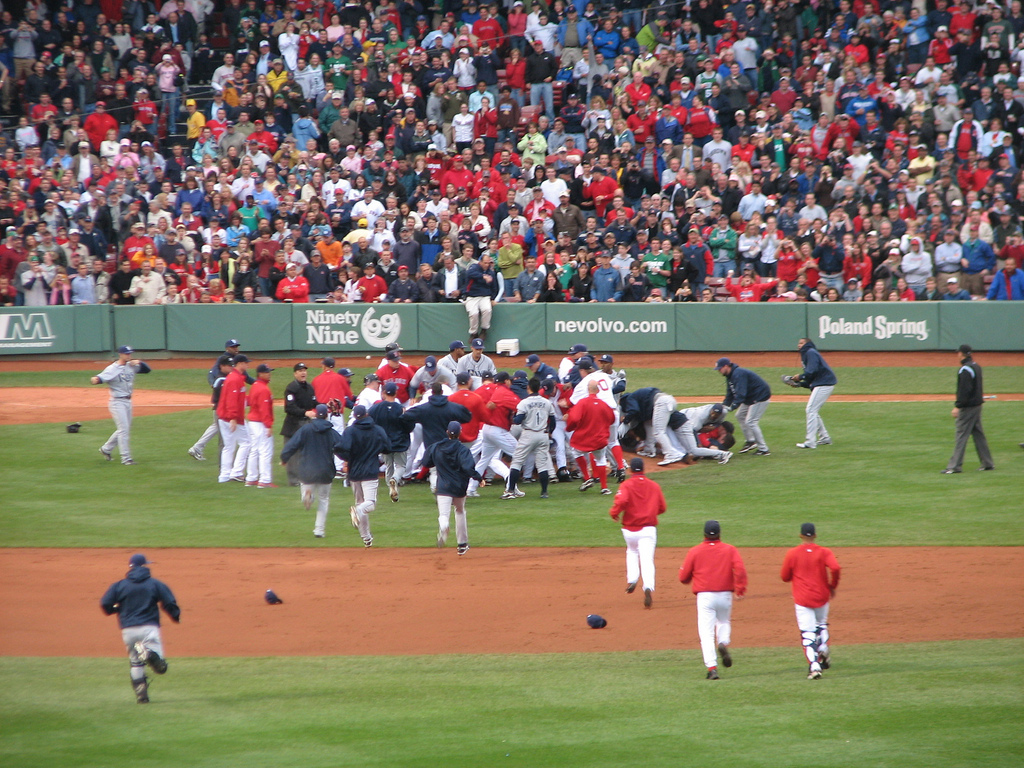
Драка между «Рейс» и «Ред Сокс» 5 июня 2008 г.

«Рейс» стали первой командой в новейшей истории (с 1900 года), которая показывала лучший результат к Мемориал Дэй после того, как годом ранее показывала самый худший результат. Это был лучший старт в истории команды. В июне в течение двух игр подряд на «Фенуэй Парк» против «Бостон Ред Сокс» случались инциденты, которые переросли в массовую потасовку на поле с участием всех игроков команд. Поводом к этому стало попаданием мячом в Коко Криспа со стороны питчера Джеймса Шилдса.
На первой неделе июля «Рейс» упрочили своё лидерство в дивизионе, увеличив отрыв от ближайшего преследователя до 5 с половиной побед. но затем проиграли 7 матчей подряд, уступив лидерство в дивизионе Бостону. Но это не помешало команде отметиться рекордным представительством своих игроков на Матче всех звёзд. Туда были отобраны Скотт Казмир, Дионер Наварро и Эван Лонгория. Лонгория, кроме того, участвовал и в Хоум-ран Дерби.
Несмотря на травмы нескольких ключевых игроков, таких какЭван Лонгория, Карл Кроуфорд и Трой Персиваль, в начале августа, «Рейс» завершили месяц серией из 5 побед подряд. А вообще результат, показанный ими в августе (21-7) стал самым лучшим для отдельного месяца в истории команды.
20 сентября «Рейс», обладавшие лучшим показателем МЛБ в домашних матчах, обеспечили себе место в плей-офф, а вскоре и победу в Восточном дивизионе Американской лиги.
В Дивизиональной серии плей-офф «Рейс» в 4 матчах обыграли «Чикаго Уайт Сокс». Это была их первая в истории победа в серии плей-офф. В Чемпионской серии Американской лиги Тампа в 7 матчах обыграла «Бостон» и впервые в своей истории вышла в Мировую серию, где, несмотря на преимущество домашнего поля, сумела выиграть у «Филадельфии» только один матч из пяти.
Такому крутому повороту по сравнению с прошлым сезоном команда обязана в основном сильно прогрессировавшей защите и хорошей игре питчеров. «Рейс» также украли 142 базы, больше всех в Американской лиге. Больше, чем у других команд было у них и питчеров, проработавших на питчерской горке более 150 иннингов: Джеймс Шилдс, Скотт Казмир, Мэтт Гарса, Энди Соннанстайн и Эдвин Джексон. В то время как в 2007 году у них была одна из самых худших защит и такой же ужасный буллпен, статистика 2008 года была среди лучших показателей лиги и лучшей в истории команды.

### 2009. Защита титула

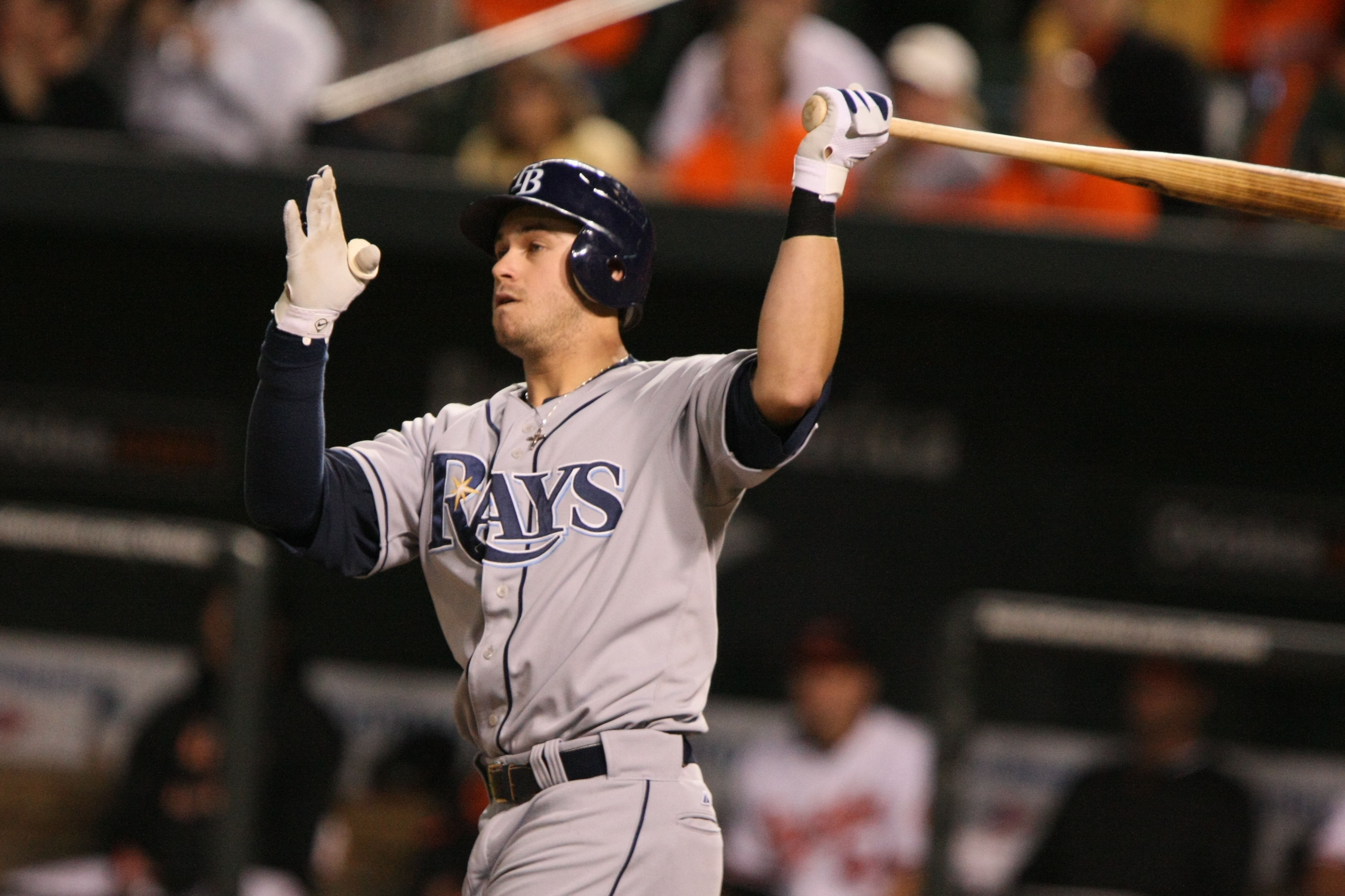
Эван Лонгория в сезоне 2009 г.

С новой платёжной ведомостью, которая составляла около 60 млн долларов, владелец команды Стюарт Стернберг заявил, что в отличие от прошлых сезонов у «Рейс» больше нет возможности для пополнения команды в течение предстоящего сезона. В 2008 году, несмотря на то, что команда долгое время являлась претендентом на титул, посещаемость домашних матчей оставалась одной из самых низких в лиге. Стернберг также отметил, что единственной командой, которой не удавалось добиться средней посещаемости выше среднего показателя по лиге на следующий сезон после участия в Мировой серии была «Флорида Марлинс», с которой это случалось дважды, после каждого из чемпионских сезонов. Он ещё добавил, что «Рейс» вполне могут это повторить из-за нынешнего состояния экономики, несмотря на то, что прошлый сезон был «не самым лучшим годом для побед».
После тусклого начала сезона «Рейс» закончили май с показателем 25-28 и находились всего в половине победы выше последнего места в дивизионе, но к перерыву на Матч всех звёзд им удалось значительно подтянуть свои результаты. Карл Кроуфорд, Джейсон Бартлетт, Бен Зобрист и Эван Лонгория были выбраны в Матч всех звёзд, но Лонгория не смог принять в нём участия из-за травмы. Карлос Пенья заменил его в Хоум-ран дерби. Карл Кроуфорд был признан самым ценным игроком этого матча за ловлю в прыжке мяча, улетавшего на трибуну.
В августе в команду вернулся Ивамура, оправившийся от травмы, полученной ещё в мае. «Рейс» обменяли Скотта Казмира в «Энджелс» на двух проспектов. Казмир покинул команду являясь лидером по победам и по страйк-аутам.
В сентябре «Рейс» проиграли 11 матчей подряд и к тому же потеряли до конца сезона Карлоса Пенью, которому сломали палец, попав в него мячом. На тот момент Пенья был лидером Американской лиги по хоум-ранам. Команда одержала 84 победы, чего хватило только на третье место в дивизионе, и осталась без плей-офф. 2 октября Би Джей Аптон стал первым игроком Тампы, сделавшим сайкл.
После сезона 2009 года игрок второй базы Акинори Ивамура был обменян в «Питтсбург Пайрэтс» на реливера Джесси Чавеса, которого затем обменяли в «Атланту Брэйвз» на клоузера Рафаэля Сориано.

### 2010. Очередной титул

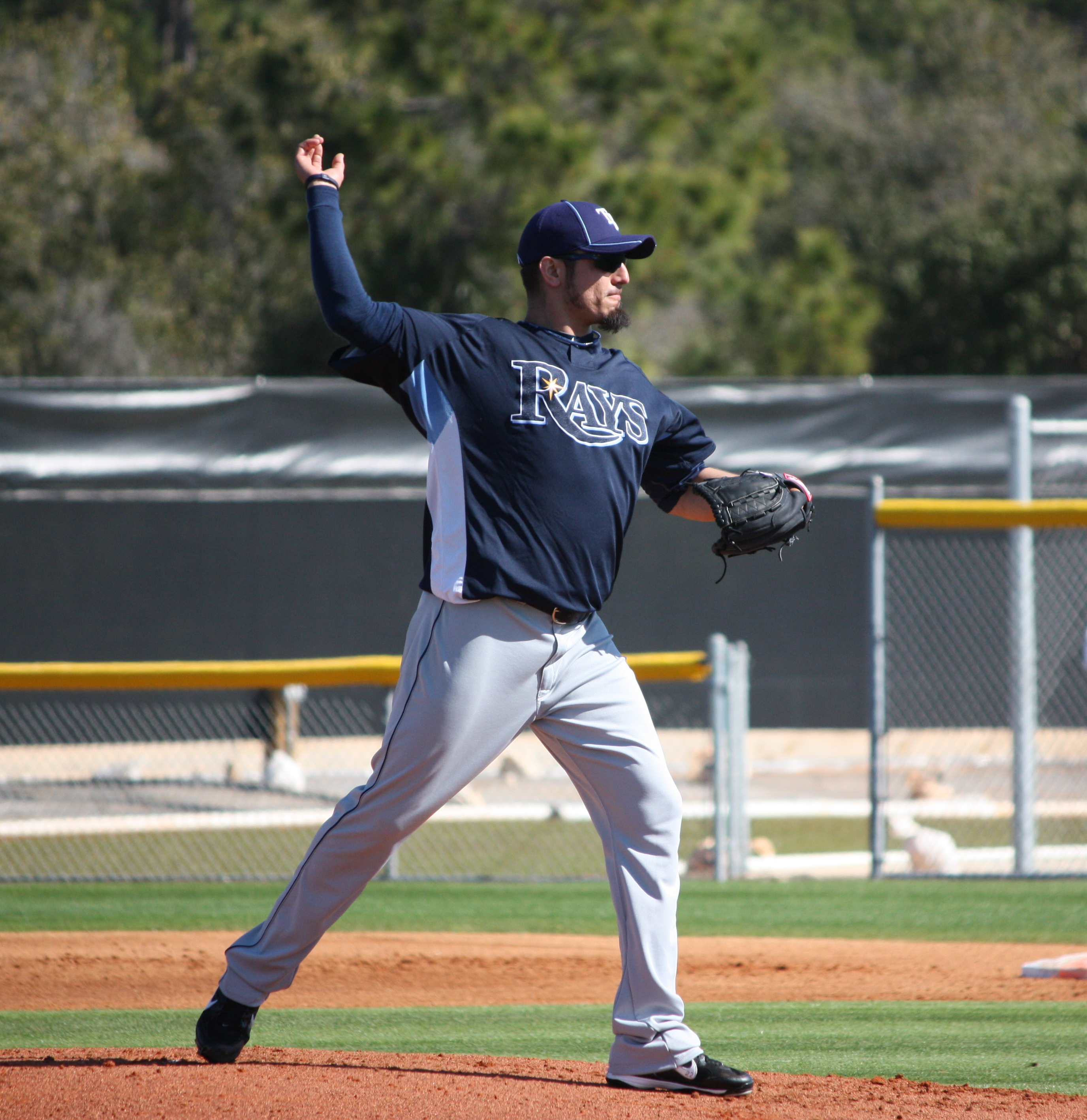
Мэтт Гарса во время выступления за «Рейс».

Весеннюю предсезонную кампанию «Рейс» завершили с лучшим в истории клуба результатом. Большие надежды возлагались на игрока второй базы Шона Родригеса, полученного в ходе обмена Казмира в «Энджелс». От него ждали хорошей работы как в защите, так и в нападении.
Хотя «Рейс» показывали хорошую игру Далласу Брейдену из Окленда удалось сыграть против них идеальный матч. Сезоном ранее таким же достижением против Тампы отметился Марк Бюрле. Промежуток между этими двумя идеальными матчами оказался самым коротким в истории профессионального бейсбола. Также в этом сезоне против «Рейс» был сыгран ноу-хиттер. 25 июня на «Тропикана-филд» бывший питчер Тампы Эдвин Джексон, тогда игравший за «Аризону», сделал 149 подач против своей старой команды. И хотя 10 раз игроки «Рейс» занимали базы в нападении, но им не удалось сделать ни одного хита при этом.
В Матч всех звёзд в этом сезоне были выбраны 4 игрока Тампы: Дэвид Прайс, Эван Лонгория, Карл Кроуфорд и Рафаэль Сориано. Прайс при этом был стартовым питчером команды Американской лиги.
26 июля в матче с «Детройт Тайгерс» Мэтт Гарса сделал первый ноу-хиттер в истории «Рейс».
В последний день регулярного сезона Тампа завоевала свой второй титул победителя дивизиона. При этом команда стала лучшей по числу побед (96) в Американской лиге и только на одну победу отстала от «Филадельфии», ставшей лучшей по этому показателю в МЛБ. Дэвид Прайс одержал в этом сезоне 19 побед, став вторым в голосовании за награду лучшему питчеру Американской лиги. Клоузер Рафаэль Сориано сделал 45 сейвов за сезон. Оба эти показателя стали рекордными в истории команды.
Однако этих достижений не хватило для успеха в плей-офф. «Рейс» уже в первом раунде уступили «Техасу» в серии из 5 матчей.

### 2011. Матч № 162
Следующее межсезонье ознаменовалось серьёзными потерями среди ключевых игроков, которые или были обменяны в другие команды, или покинули Тампу в статусе свободных агентов. Мэтт Гарса был обменян в «Чикаго Кабс» на 5 молодых проспектов. Четверо проспектов достались «Рейс» от «Сан-Диего Падрес» в обмен на шорт-стопа Джейсона Бартлетта. Лидер по хоум-ранам в истории Тампы Карлос Пенья подписал контракт с «Чикаго Кабс». Возможно самой большей потерей для «Рейс» стал уход Карла Кроуфорда, который подписал очень выгодный контракт с Бостоном.
Среди новичков, пополнивших состав Тампы были ветераны Джонни Деймон иМэнни Рамирес, подписавшие с клубом однолетние контракты. Мэнни Рамирес решил завершить свою карьеру 8 апреля после получения положительных результатов теста на запрещённые вещества.
Старт этого сезона стал худшим в истории команды. Они проиграли 6 первых матчей, но всё-таки смогли завершить апрель с положительным балансом побед и поражений (15-12). До Тампы никто не мог похвастаться таким достижением.
Перед последним днём регулярного сезона «Рейс» и «Ред Сокс» имели одинаковые шансы получить путёвку в Уайлд-кард. Тампа сумела опередить Бостон, победив в 12-м иннинге «Нью-Йорк Янкис». Это был очень драматичный матч. К 8-му иннингу Тампа проигрывала 7:0, и многие болельщики уже покинули стадион, потеряв всякую надежду на попадание своих любимцев в плей-офф. Однако игроки, в отличие от некоторых болельщиков, не сдавались. В 8-м иннинге им удалось занять все базы. Пинч-хиттер Сэм Фулд получил пробежку, дав команде первое очко в матче. Сразу после этого питчера Янкис попал мячом в Шона Родригеса, что принесло ещё одно очко Тампе. Би Джей Аптон при помощи сэкрифайс флая сделал счёт 7:3. Затем отбивать вышел Эван Лонгория. Он взмахнул на первую же подачу и отправил мяч через стену левого филда, а двоих своих партнёров, находившихся на базах, в дом, куда забежал и сам. Таким образом преимущество Янкис стало минимальным. В низу 9-го иннинга первые два отбивающих «Рейс» получили страйк-ауты. Отбивать третьим вышел Дэн Джонсон, который имел в сезоне очень низкий процент реализации выходов на биту (менее 11 %). При счёте 2:2 в доме он сумел выбить хоум-ран, сравняв счёт. Ну а развязка наступила в 12-м иннинге, когда Эван Лонгория исполнил победный хоум-ран. Практически в это же время «Балтимор Ориолс» победили Бостон, обеспечив тем самым Тампе место в плей-офф. Бостон вошёл в историю, упустив 9-матчевое лидерство, которым обладал в начале сентября.
Однако в плей-офф Тампа как и годом ранее устпила Техасу, только на этот раз в 4 матчах.

### 2012. Травмы, появление Фернандо Родни, сезон без плей-офф
В этом сезоне «Рейс» одержали 90 побед, которых не хватило, чтобы выйти в плей-офф. Из запоминающихся моментов стоит отметить игру клоузера Фернандо Родни, который установил новый рекорд команды по сейвам (48) и получил награду за лучшее возвращение в Американской лиге. Дэвид Прайс одержал 20 побед, новый рекорд команды, и стал первым питчером в истории «Рейс» получившим Приз Сая Янга.

### 2013
В межсезонье «Рейс» обменяли питчеров Джеймса Шилдса и Уэйда Дэвиса в «Канзас-Сити Роялс» на проспектов Уила Майерса и Джейка Одорицци, а также Патрика Леонарда и Майка Монтгомери. К ключевым потерям следует отнести уход Би Джей Аптона, Карлоса Пеньи, Джеффа Кеппингера и Джей Пи Хоуэлла. Ключевые приобретения — Юнель Эскобар, Роберто Эрнандес (Фаусто Кармона), Джеймс Лоуни, Хуан Карлос Овьедо, Джейми Райт и Келли Джонсон. Позитивным моментом было подписание нового контракта с Фернандо Родни.
После 162 матчей регулярного сезона у Тампы и Техаса был одинаковый показатель побед и поражений (91-71), и им пришлось играть дополнительный матч, в котором «Рейс» победили на выезде и попали в Уайлд-кард. Там они победили «Кливленд Индианс» и вышли в основную часть плей-офф, где в 4 играх уступили Бостону, будущему победителю Мировой серии.

### 2014. Конец эры Джо Мэддона
Этот сезон получился неудачным для «Рейс». Они смогли одержать всего 77 побед. Во многом это объясняется многочисленными травмами. После того, как стало понятно, что Тампа не претендует на место в плей-офф, в Детройт был обменян Дэвид Прайс.
По окончании сезона менеджер Джо Мэддон заявил о своём уходе из команды. Сейчас он является менеджером «Чикаго Кабс».